# Tokyo Skytree
Tokyo Skytree (東京 スカイ ツリー Tōkyō Sukai Tsurī?), antes conocida como la Nueva Torre de Tokio, es una torre de radiodifusión, restaurante y mirador construida en Sumida, Tokio, Japón. Es la estructura artificial más alta en Japón desde 2010. Con una altura de 634 m, fue completada el 29 de febrero de 2012 e inaugurada el 22 de mayo de ese año.
El proyecto fue liderado por Tobu Railway y un grupo de seis emisoras terrestres (encabezada por la cadena pública NHK). La estructura completa es el punto culminante de un desarrollo comercial masivo, ya que se encuentra equidistante entre las estaciones de Narihirabashi y Oshiage.
Uno de los propósitos principales de la Tokyo Skytree es ser una torre de televisión y radiodifusión. La torre de radiodifusión actual de Tokio, la Torre de Tokio, tenía una altura original de 333 m, aunque perdió su antena analógica el 14 de julio de 2012, quedándose en 315 m de altura, y ya no es lo suficientemente alta como para dar cobertura digital completa, ya que está rodeada de muchos edificios de gran altura.
La Tokyo Skytree es la torre más alta del mundo, no considerando así a los edificios, superando a la Torre de televisión de Cantón (600 m, 1969 pies), la estructura más alta en una isla, más alta que el Taipei 101 y la tercera estructura más alta del mundo después del Burj Khalifa, y el Merdeka 118

## Diseño

La sección transversal de la torre forma un triángulo equilátero en el suelo, poco a poco se redondea para convertirse en círculo a 320 m de altitud.

La base de la torre tiene una estructura similar a un "trípode", pero desde una altura de unos 350 m, la estructura de la torre es cilíndrica para soportar vientos muy fuertes.
La torre también tiene elementos de última generación para protegerse de los sismos, como un eje central de hormigón armado.

## Nombre
Desde el 26 de octubre al 25 de noviembre de 2007, se recogieron las sugerencias del público en general para elegir el nombre que se daría a la nueva torre. El 19 de marzo de 2008, un comité eligió como candidatos finales seis nombres: Tokyo Edo Tower, Tokyo Skytree, Mirai Tree, Yumemi Yagura, Rising East Tower y Rising Tower. El nombre oficial se decidió en una votación que se realizó a nivel nacional. El 10 de junio de 2008 se dio a conocer el nombre oficial ganador de la votación que fue "Tokyo Skytree". El nombre recibió alrededor de 33.000 votos (30%) de un total de 110.000 emitidos, el segundo nombre más votado fue "Tokyo Edo Tower".

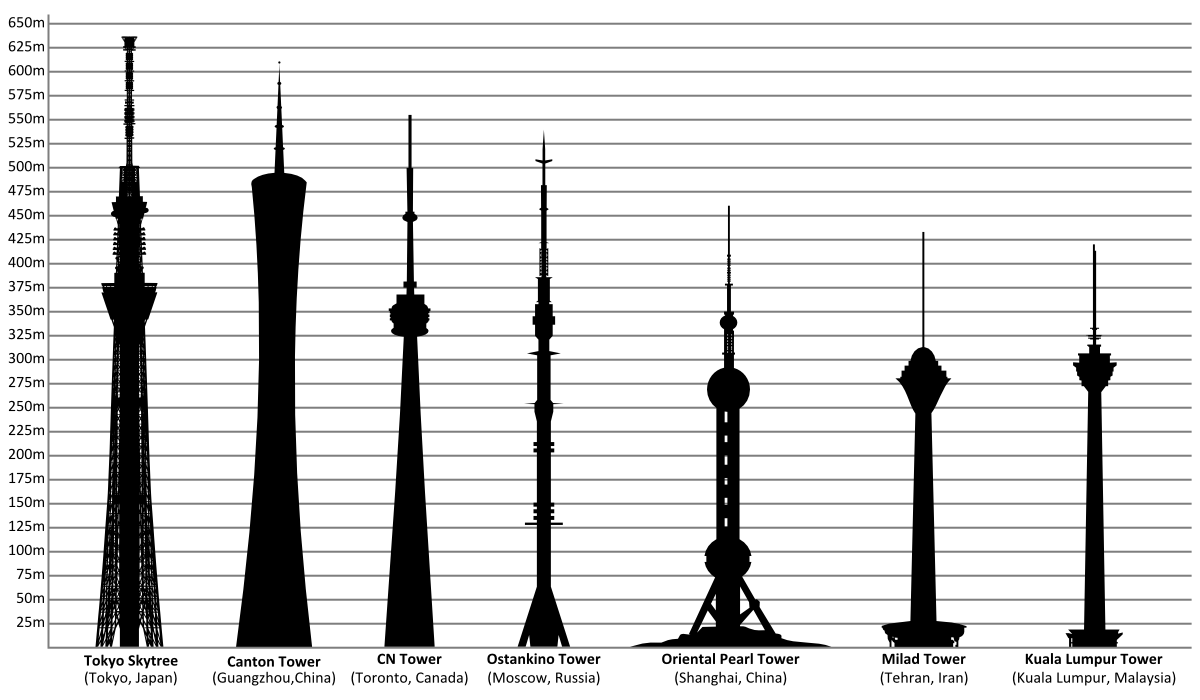

## Cronología
- 14 de julio de 2008:. Se celebró una ceremonia de inicio de las obras.
- 6 de abril de 2009: La cimentación de los tres pilares principales se completa.
- 7 de agosto de 2009: La construcción de la torre alcanza una altura de 100 m.
- 16 de octubre de 2009: La altura proyectada se incrementó de 610 m a 634 m para que sea la torre más alta de acero autoportante.
- 10 de noviembre de 2009: La construcción de la torre alcanza una altura de 200 m.
- 16 de febrero de 2010: La construcción de la torre alcanza una altura de 300 m.
- 29 de marzo de 2010: La torre se convirtió en la estructura más alta en Japón, alcanzando los 338 m.
- 24 de abril de 2010: Un modelo a escala 1:25 de la Tokyo Skytree se presentó en el parque temático Tobu World Square, en Nikko, Tochigi.
- 30 de julio de 2010: La construcción de la torre supera la marca de 400 m, alcanzando una altura de 408 m.
- 11 de septiembre de 2010: La torre alcanza 461 m, llegando a ser la estructura más alta jamás construida en Japón, superando la desmantelada Tsushima torre Omega de 455 m.
- 23 de octubre de 2010: La torre alcanza una altura de 497 m, y el montaje de la sección de la torre principal se completó, a la espera de la elevación de la antena.
- 20 de noviembre de 2010: Son colocados dos amortiguadores temporales de masa sintonizados de 100 toneladas en la punta de la torre de 497 m.
- 1 de diciembre de 2010: La torre superó la marca de 500 metros y alcanzó una altura de 511 m, batiendo el Taipei 101 de 509 m. Un pararrayos y dos amortiguadores de masa sintonizados se acoplaron a la torre, en la que poco a poco está levantando en el eje central.
- 16 de diciembre de 2010: El Ministerio de Asuntos Internos y Comunicaciones aprobó que la NHK y los cinco canales de televisión principales en Tokio instalaran los servicios de radiodifusión.
- 18 de diciembre de 2010: Instalación de la antena del transmisor para la televisión digital terrestre.
- 29 de febrero de 2012: Fin de la construcción.
- 22 de mayo de 2012: Inauguración de la torre.

## Progreso de la construcción

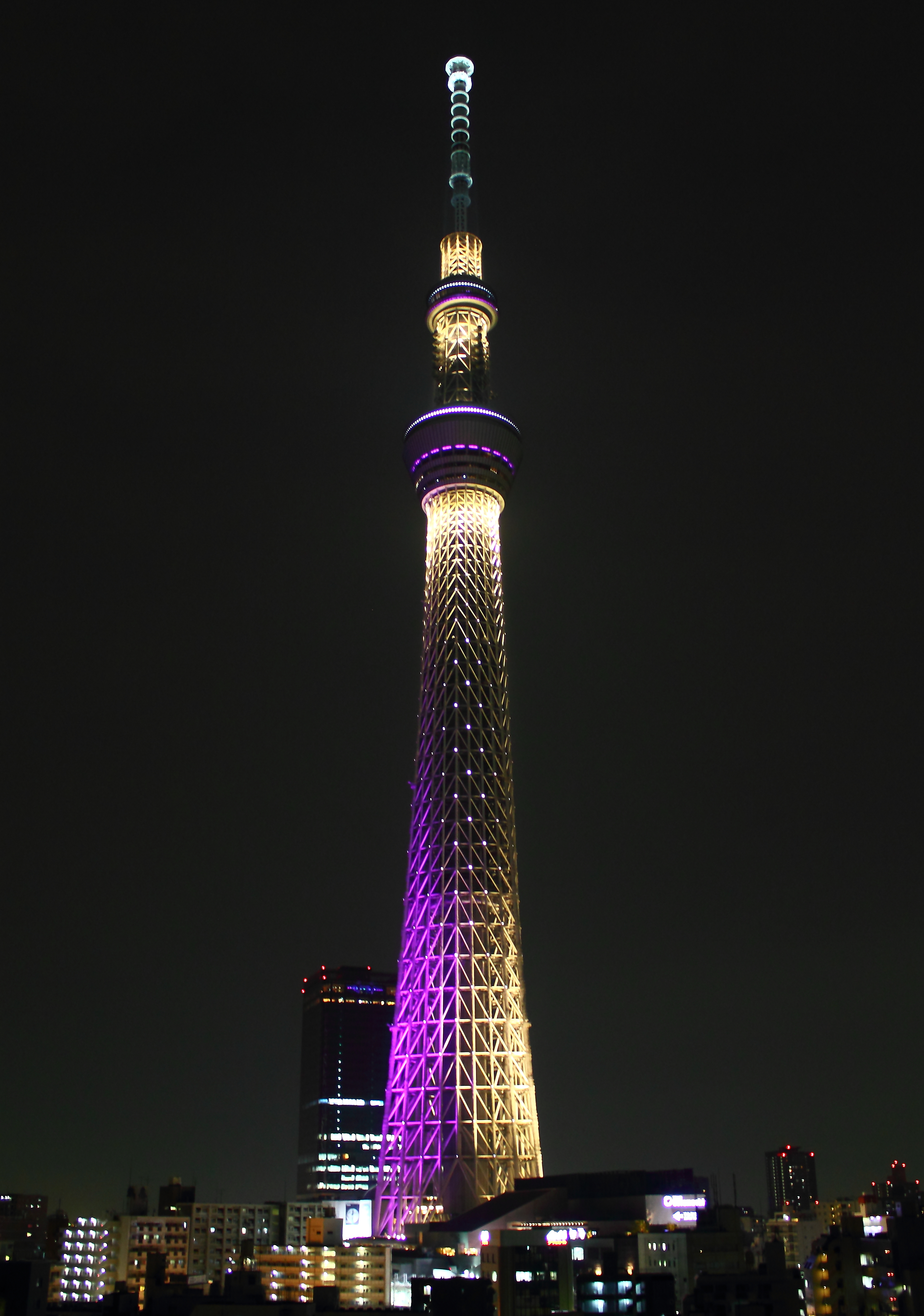
Tokyo Sky Tree de noche (Miyabi)

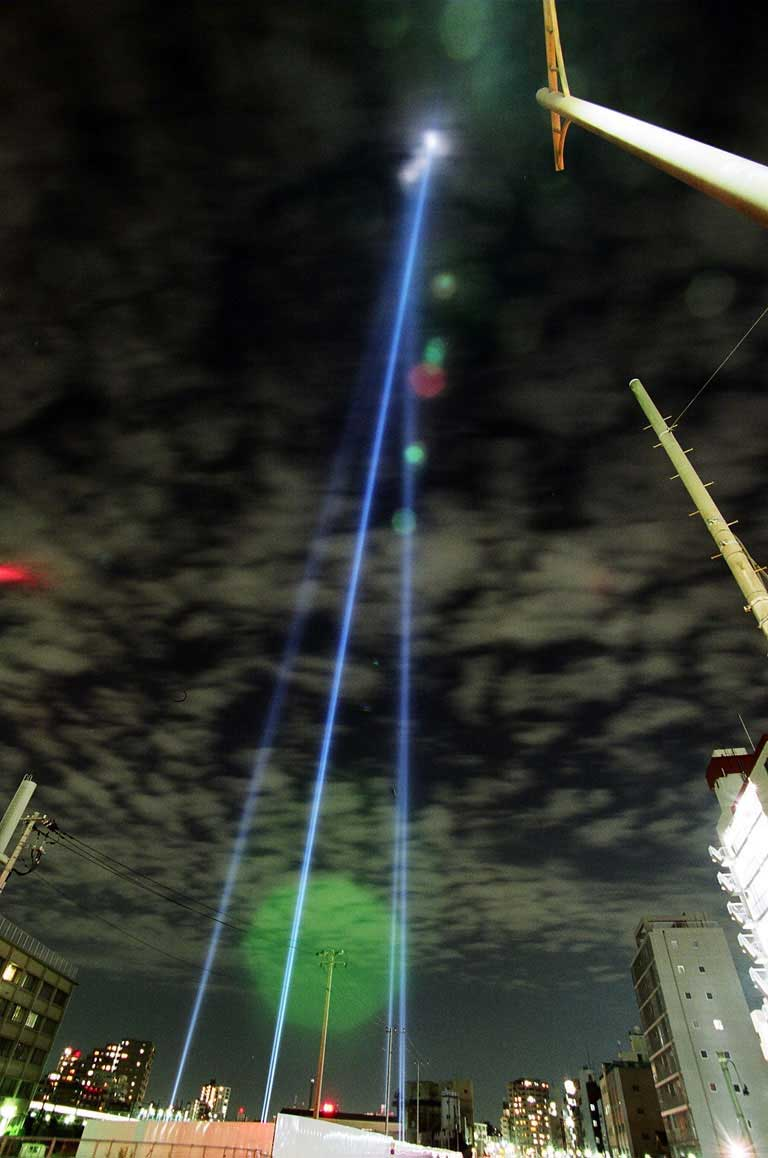
Reflectores que muestra la altura planeada de 610 m, 6 de octubre de 2007
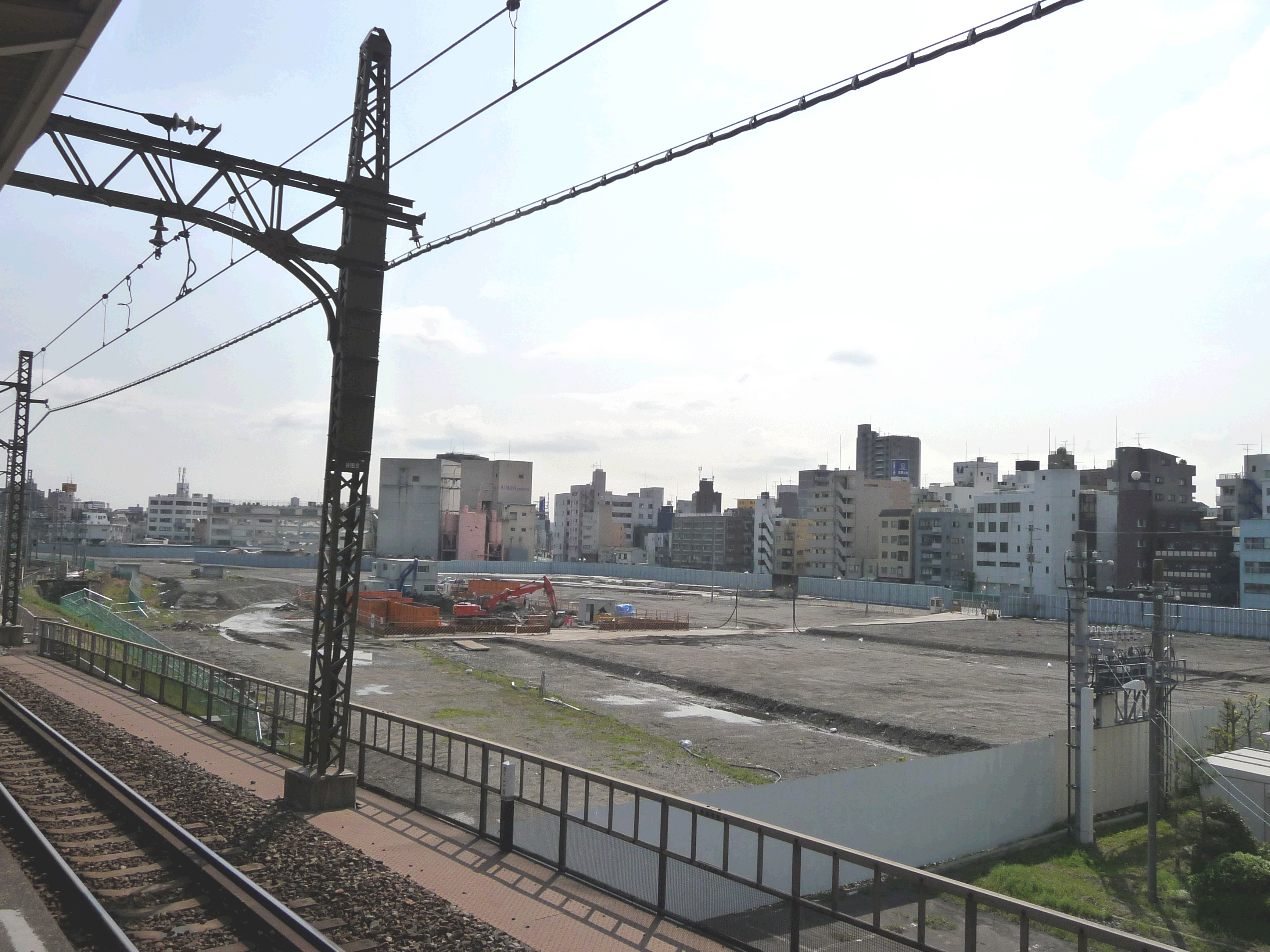
El terreno antes de iniciarse la construcción, 12 de abril de 2008
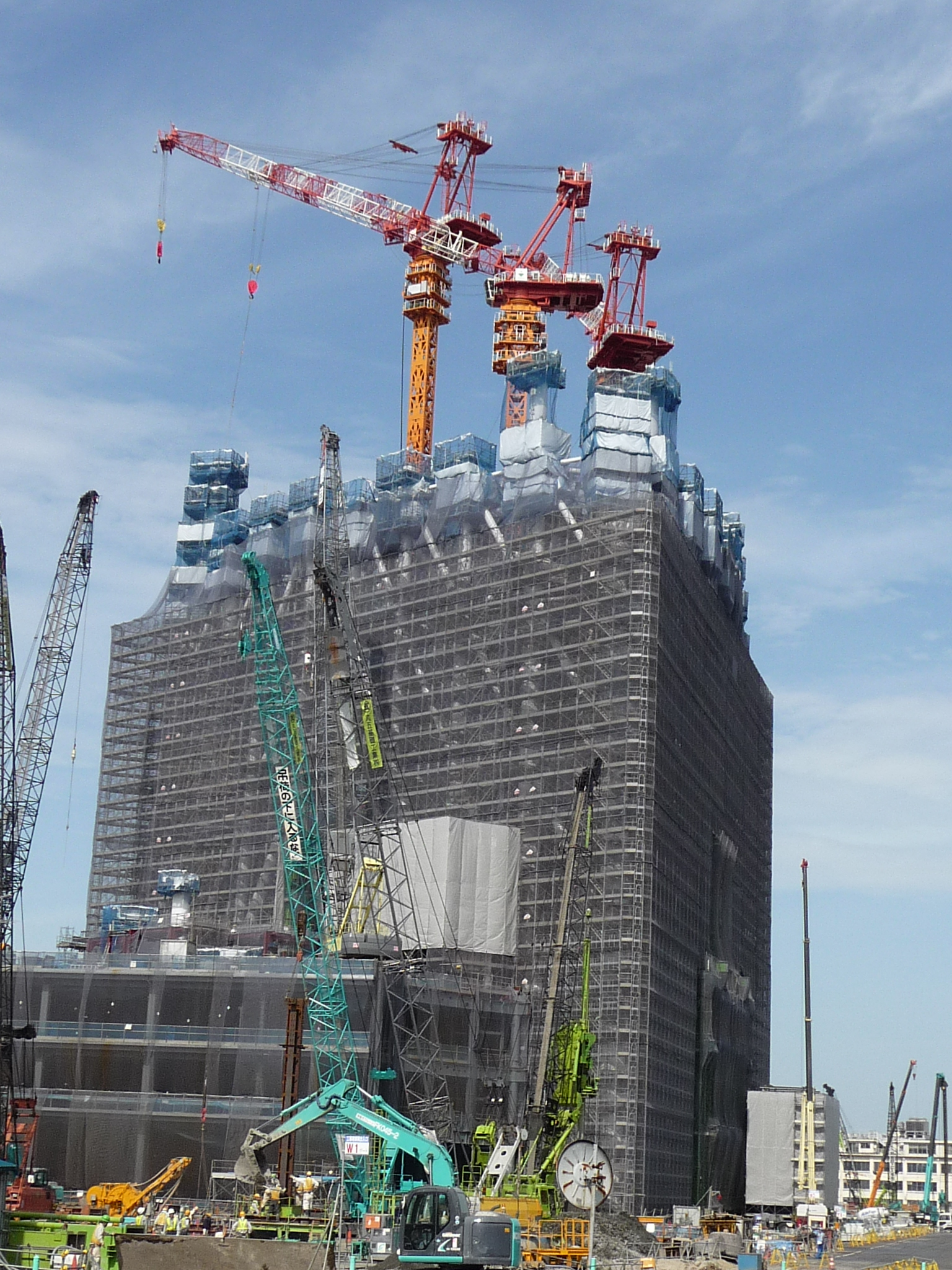
14 de julio de 2009 (76 m)
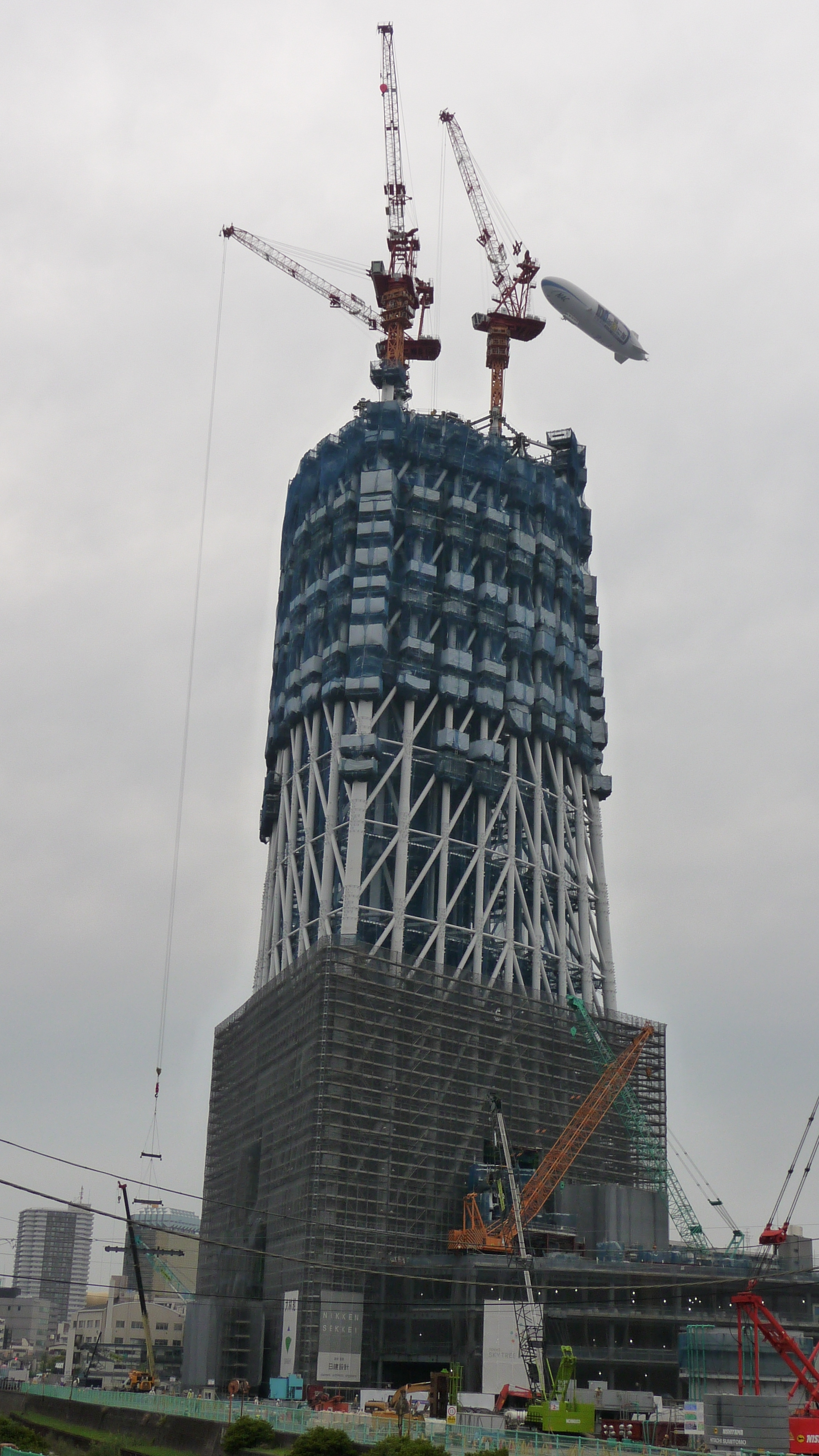
19 de septiembre de 2009 (153 m)
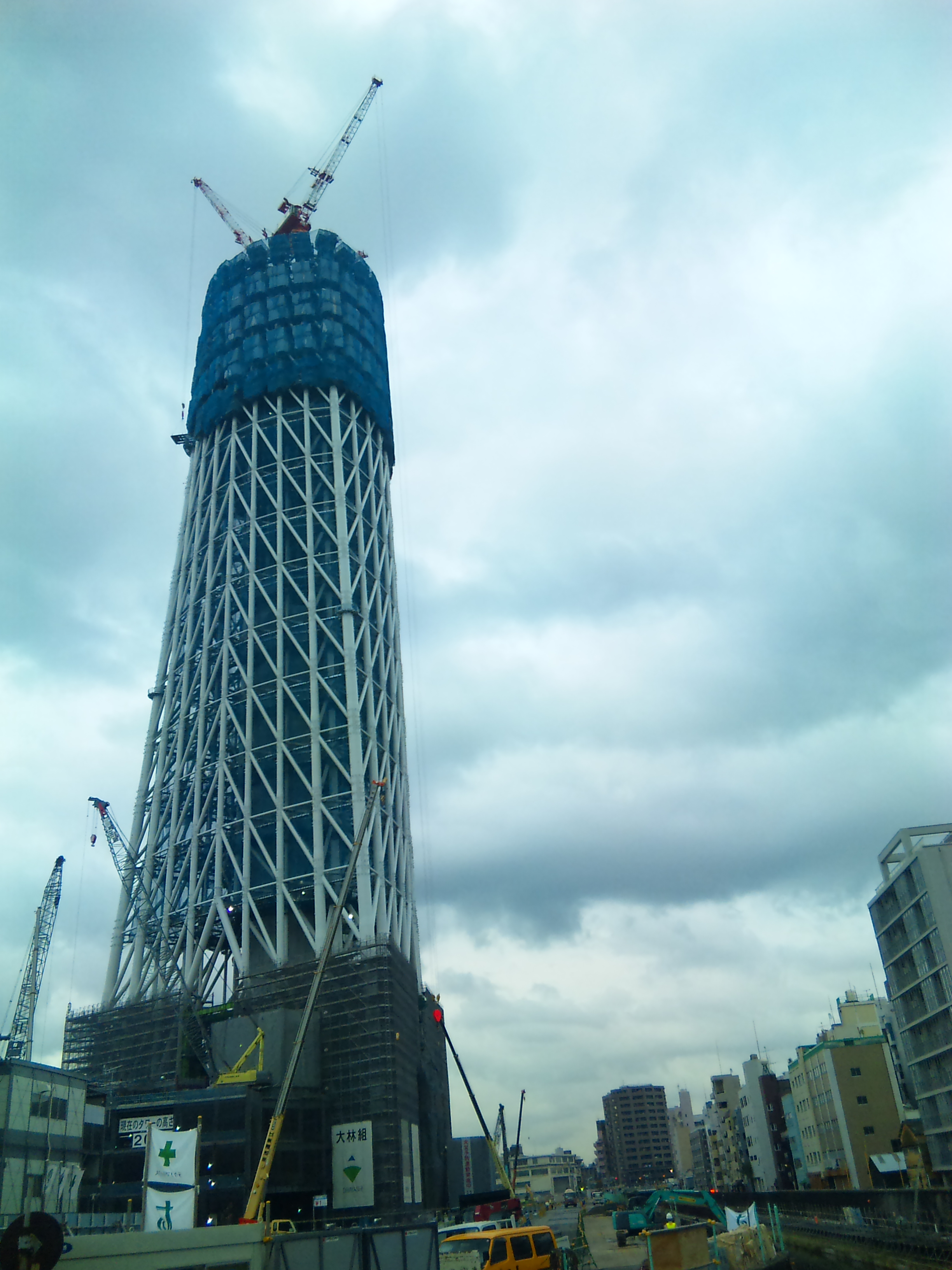
14 de noviembre de 2009 (205 m)
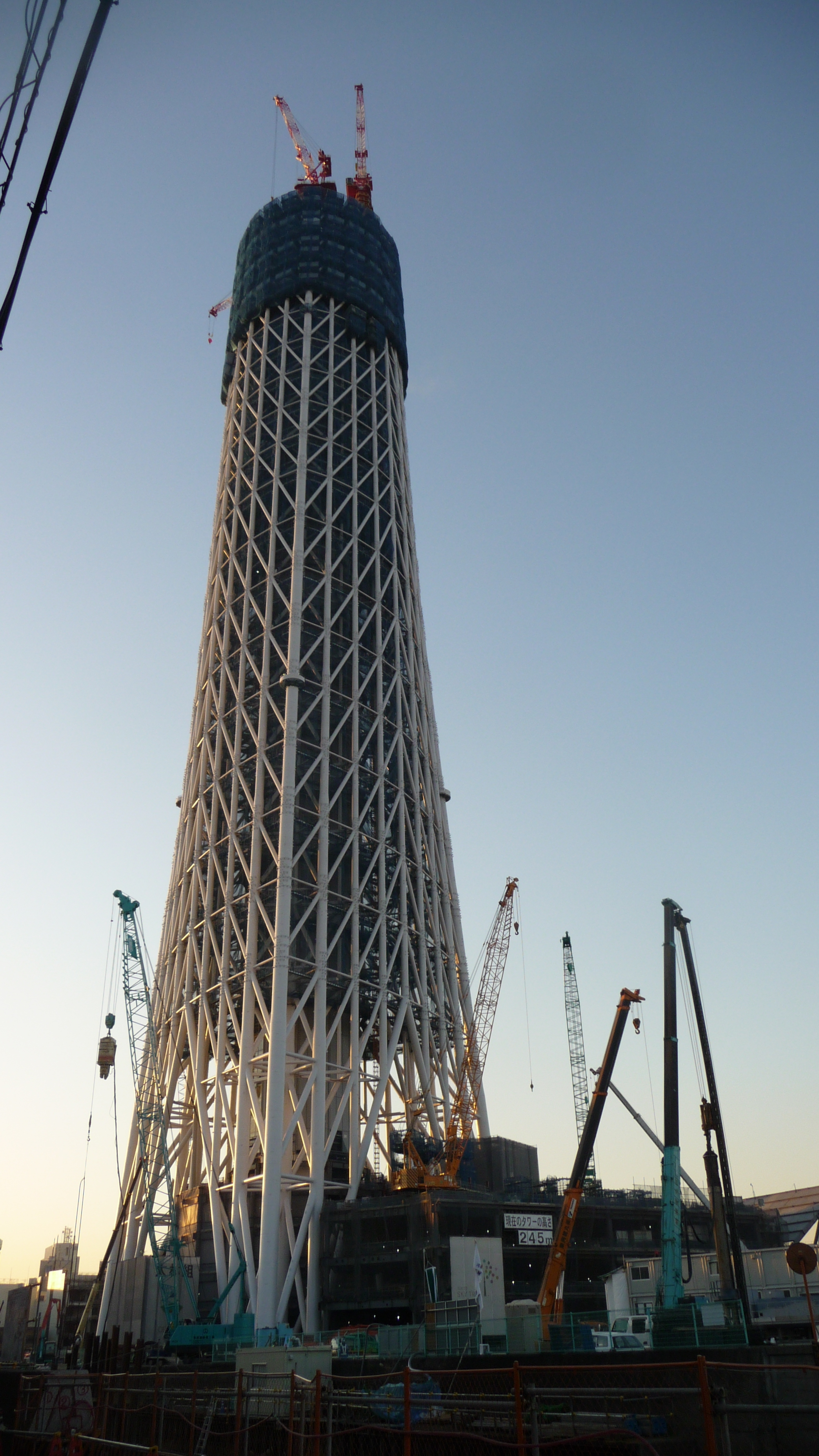
22 diciembre de 2009 (245 m)
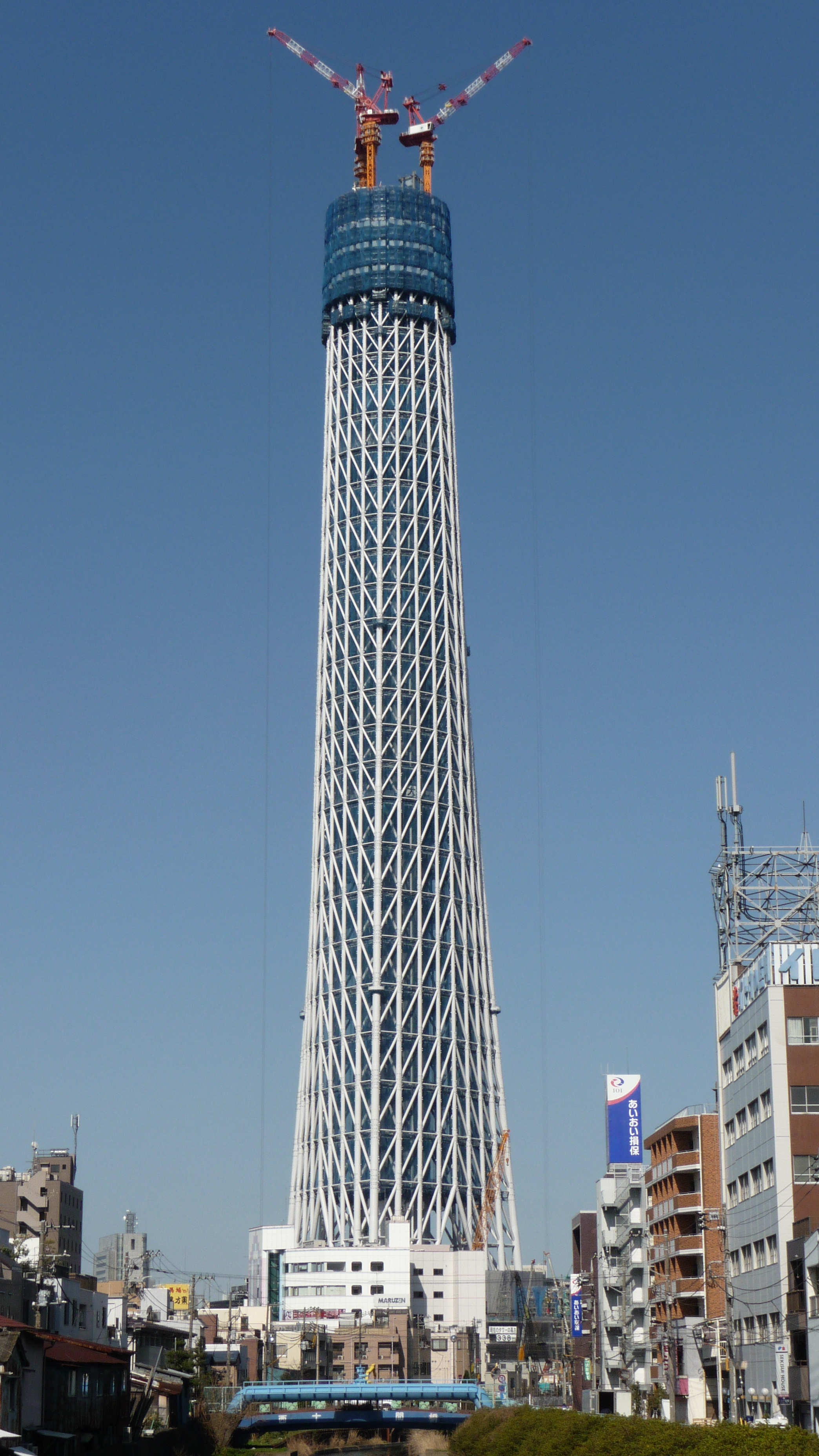
30 de marzo de 2010 (338 m)

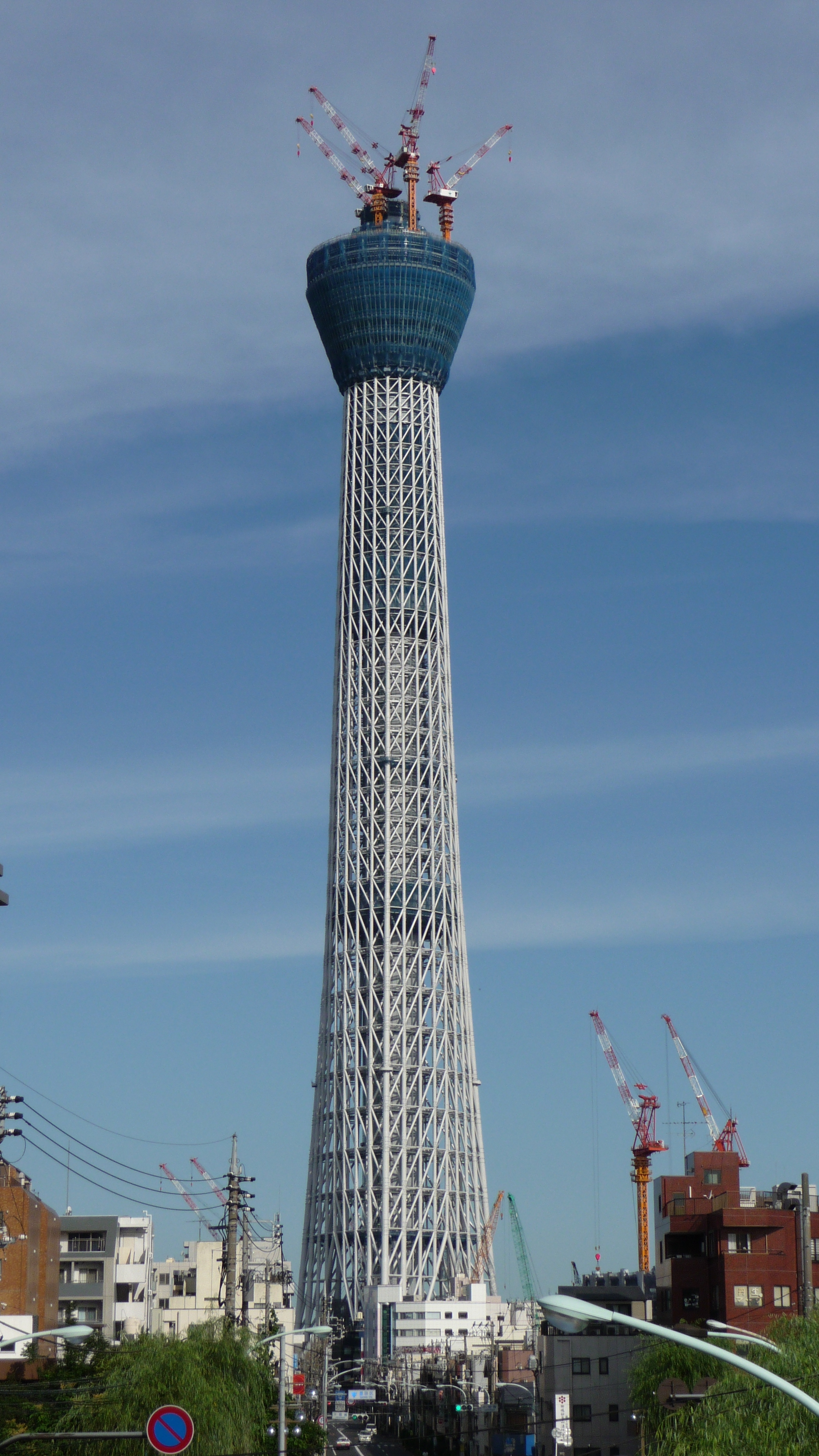
10 de julio de 2010 (398 m)
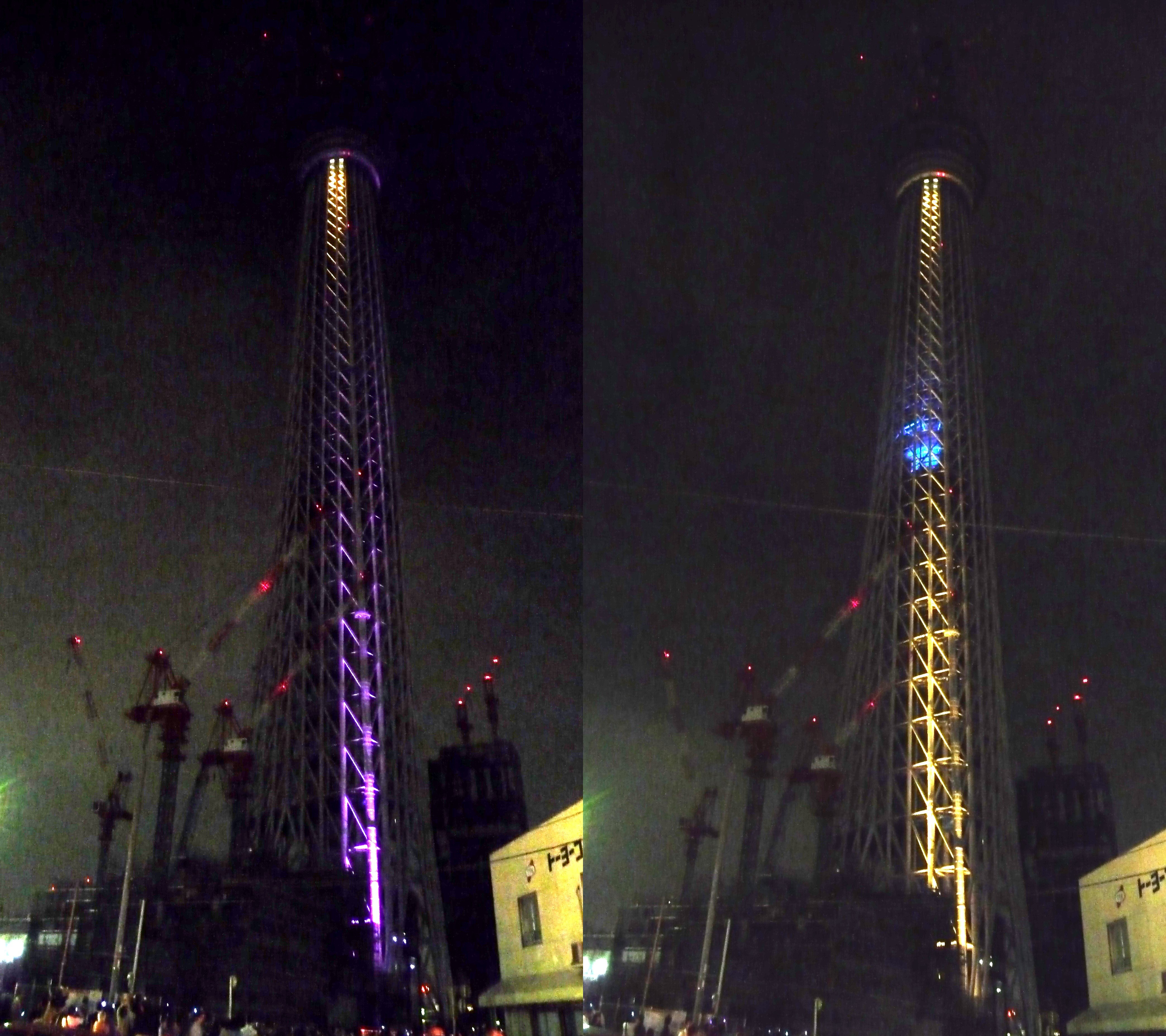
Pruebas de iluminación, de 18:30 a 21:10, 13 de octubre de 2010 (488 m)
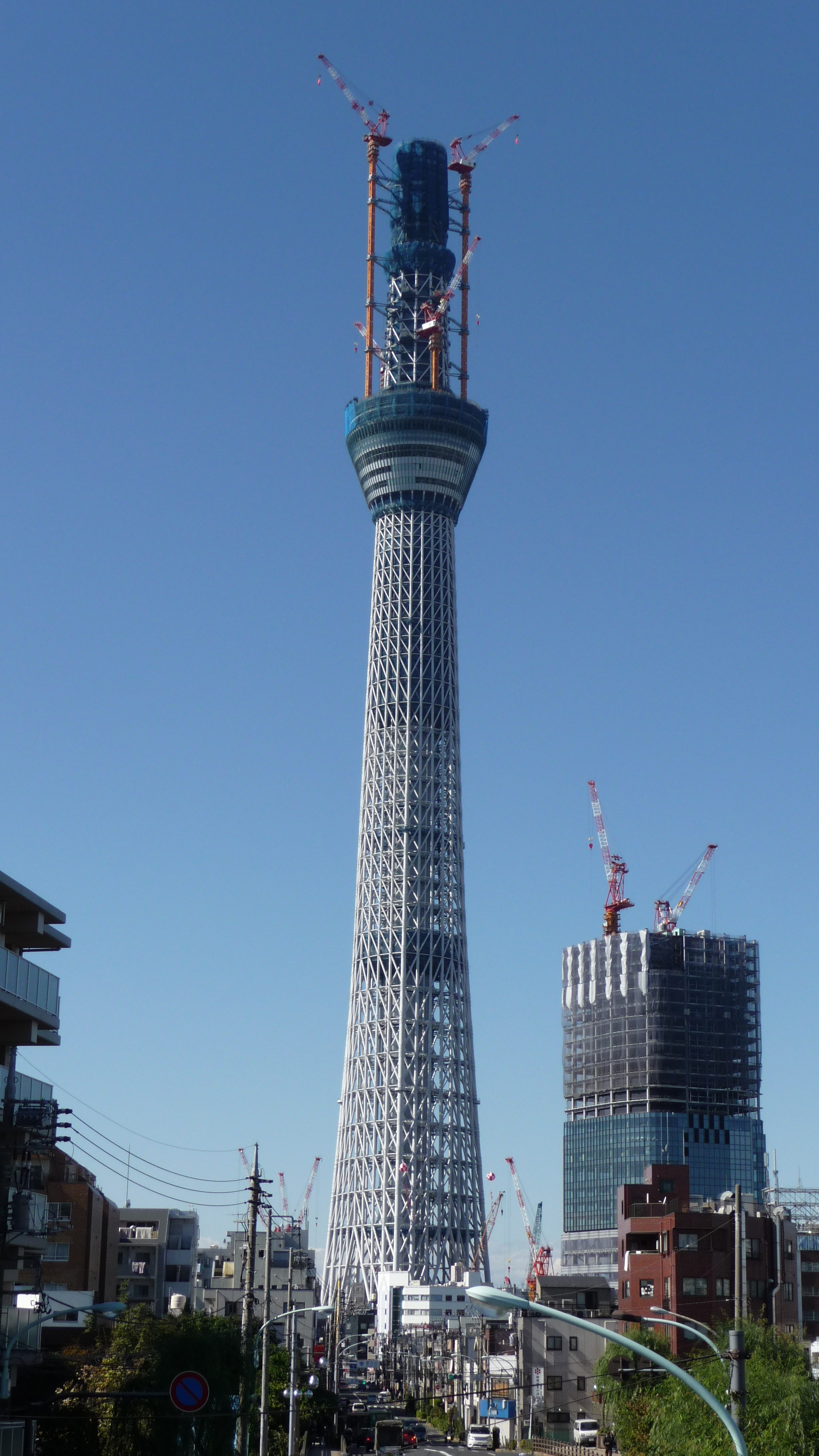
3 de noviembre 2010 (497 m)
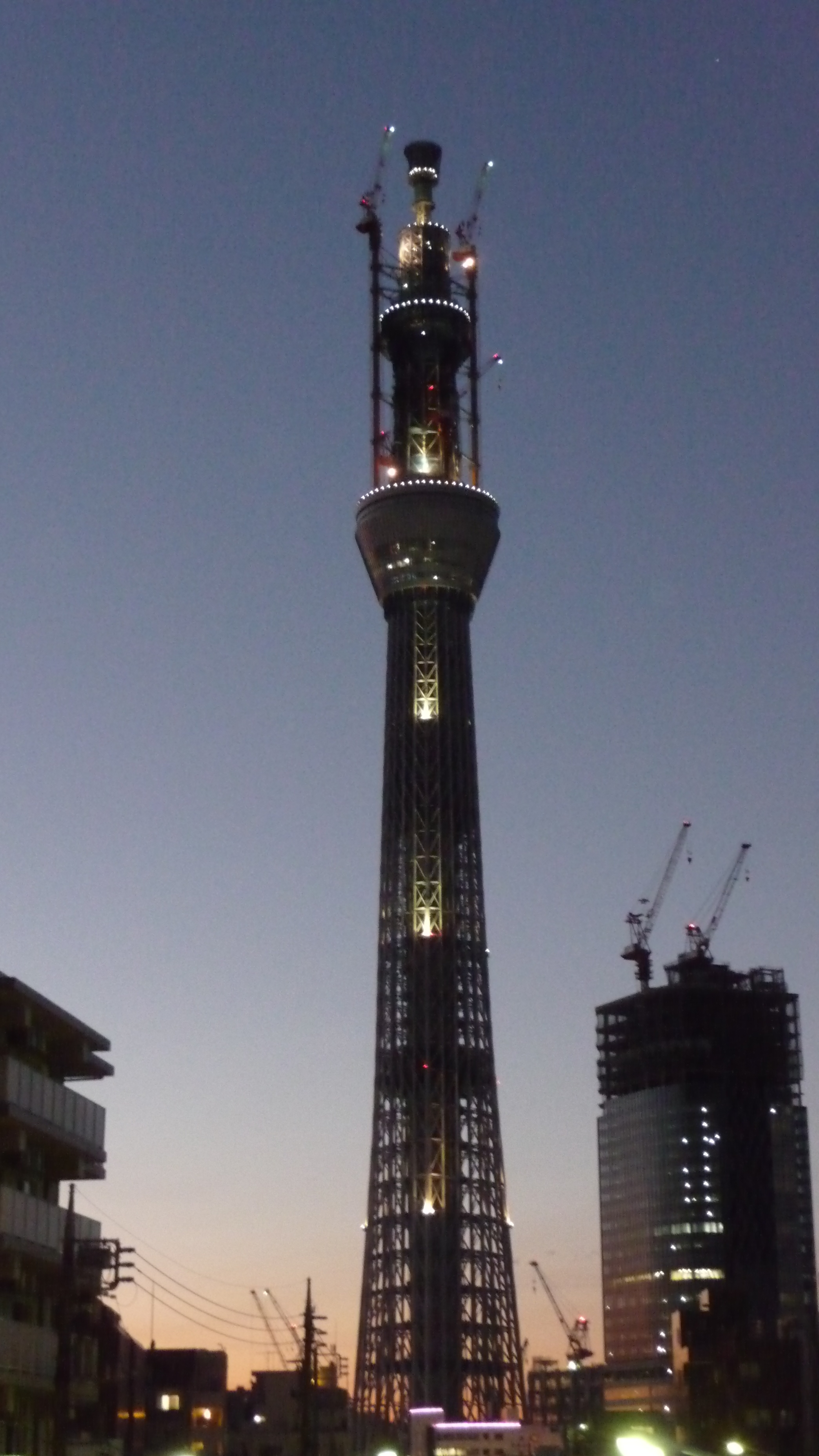
Iluminación navideña al atardecer, 25 de diciembre de 2010 (539 m)
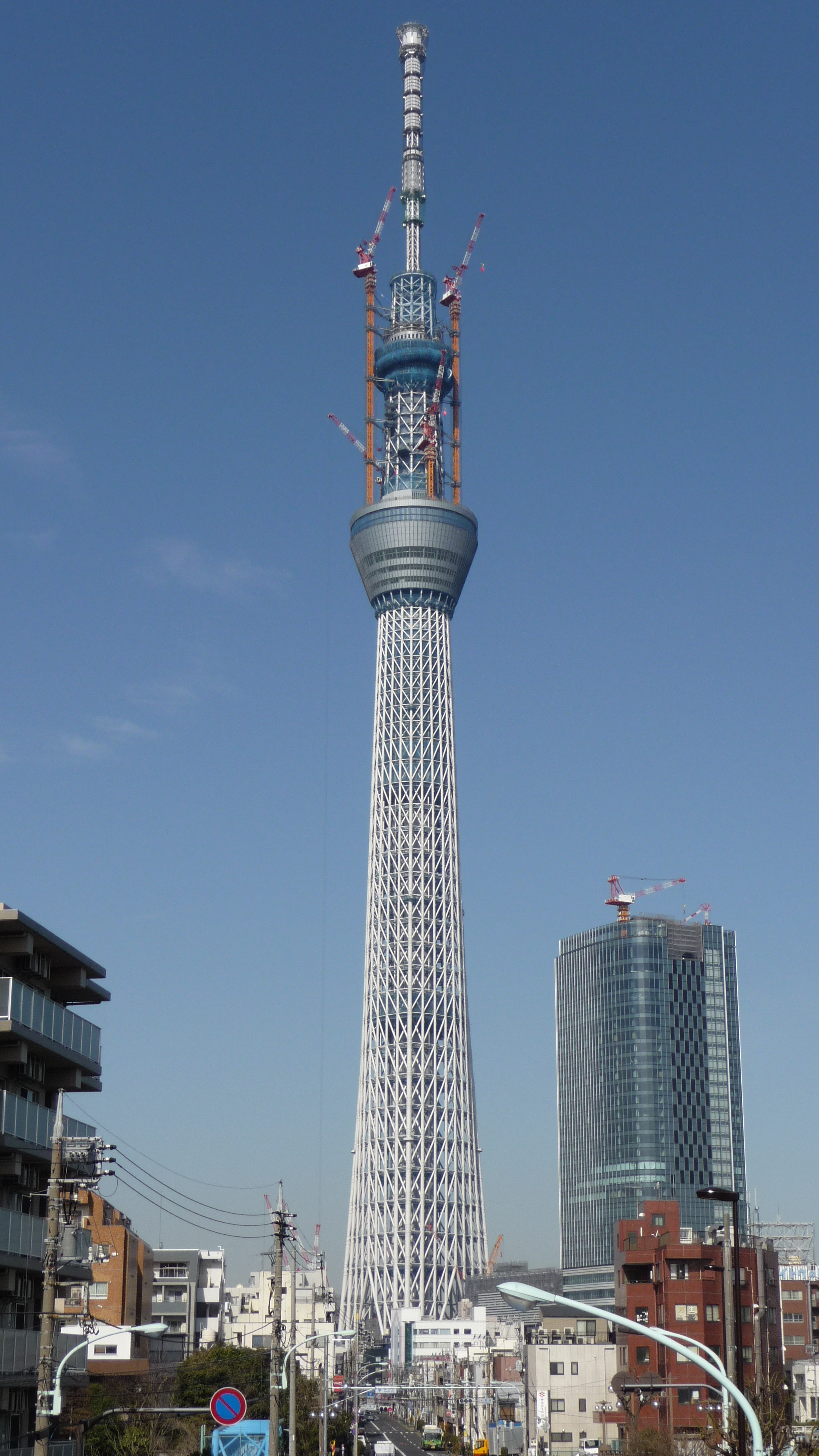
19 de marzo de 2011 (634 m)
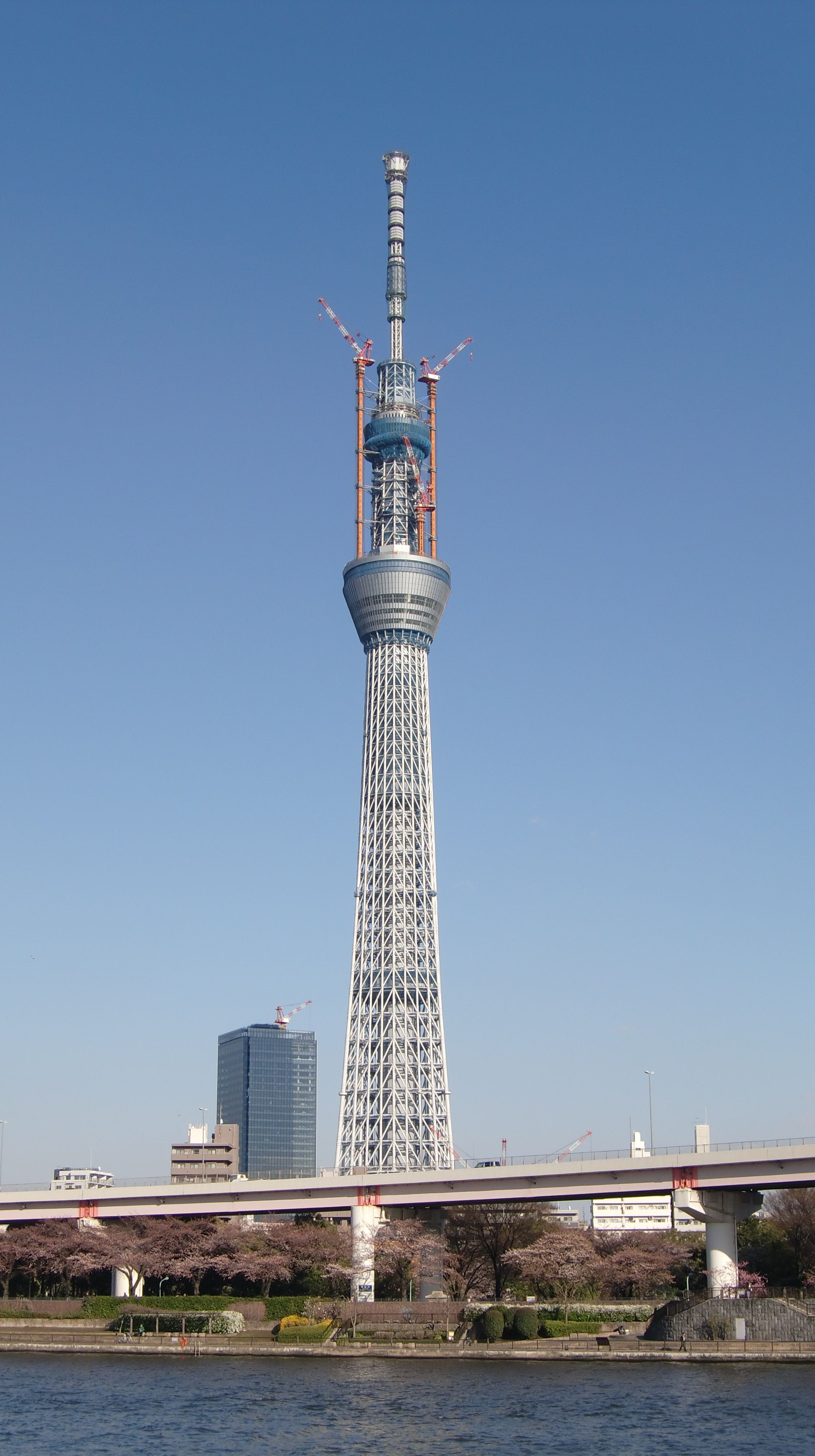
4 de abril de 2011 (634 m)

## Uso de radiodifusión
Tokyo Skytree se utiliza como torre de comunicaciones y transmisión de radio / televisión.

### Emisoras de televisión
| Canal | Nombre del Canal   | indicativo | Potencia de la Señal | ERP     | Área de Trasmisión |
| ----- | ------------------ | ---------- | -------------------- | ------- | ------------------ |
| 1     | NHK General TV     | JOAK-DTV   | 10 kW                | 68 kW   | Región de Kantō    |
| 2     | NHK Educational TV | JOAB-DTV   | 10 kW                | 68 kW   | Región de Kantō    |
| 4     | Nippon Television  | JOAX-DTV   | 10 kW                | 68 kW   | Región de Kantō    |
| 5     | TV Asahi           | JOEX-DTV   | 10 kW                | 68 kW   | Región de Kantō    |
| 6     | TBS Television     | JORX-DTV   | 10 kW                | 68 kW   | Región de Kantō    |
| 7     | TV Tokyo           | JOTX-DTV   | 10 kW                | 68 kW   | Región de Kantō    |
| 8     | Fuji Television    | JOCX-DTV   | 10 kW                | 68 kW   | Región de Kantō    |
| 9     | Tokyo MX           | JOMX-DTV   | 3 kW                 | 11.5 kW | Tokio              |

### Emisoras de radio
| Frecuencia | Nombre de Estación           | indicativo | Potencia de Señal | ERP   | Área de Trasmisión      |
| ---------- | ---------------------------- | ---------- | ----------------- | ----- | ----------------------- |
| 81.3 MHz   | J-Wave                       | JOAV-FM    | 7 kW              | 57 kW | Tokio                   |
| 82.5 MHz   | NHK FM Broadcast             | JOAK-FM    | 7 kW              | 57 kW | Tokio                   |
| 90.5 MHz   | TBS Radio                    |            | 7 kW              | 57 kW | Región del sur de Kantō |
| 91.6 MHz   | Nippon Cultural Broadcasting |            | 7 kW              | 57 kW | Región del sur de Kantō |
| 93.0 MHz   | Nippon Broadcasting System   |            | 7 kW              | 57 kW | Región del sur de Kantō |